# Caitlin Fairchild
Caitlin "Kat" Fairchild, o più semplicemente Fairchild, è un personaggio della serie a fumetti WildStorm Gen¹³, scritta da Jim Lee e Brandon Choi e disegnata da J. Scott Capbell.
È il personaggio principale e più noto della serie, nonché la leader del gruppo.

## Personalità
Caitlin è la tipica ragazza timida ed introversa dei college americani. Fisicamente non molto attraente ed impacciata nei modi di fare. Di carattere apparentemente molto debole finisce sempre col farsi mettere i piedi in testa da tutti e si sente sempre molto inferiore alle altre ragazza sue coetanee, sebbene in effetti anche prima della trasformazione aveva un bel viso.
Dopo la trasformazione continuerà a sentirsi a disagio con l'altro sesso ed a considerarsi non attraente, tanto che a volte sembra non accorgersi del suo cambiamento. In realtà Caitlin se ne rende conto e ne è a disagio poiché non le piace ricevere attenzioni, inoltre è molto infastidita dal fatto che ogni cosa che indossa finisca per andargli stretta e sembrare aderente. Crescendo Caitlin manterrà sempre il carattere timido e pudico di base ma diverrà sessualmente più audace.
Caitlin è una ragazza responsabile e studiosa e per questo un'ottima leader, la sua capacità di guidare gli altri emerge in battaglia e tira spesso il gruppo fuori da situazioni complicare ma lei per modestia non se ne fregia cercando di autoconvincersi di non averla.
Dopo la trasformazione diverrà via via più sicura di sé e non permetterà più agli altri di schiacciarla psicologicamente.
Cailtin non è in grado di arrabbiarsli con qualcuno, e quando litiga con Rinmaker o Freefal finisce sempre per sentirsi in colpa per prima e chiedere scusa.
Tra le sue più grandi qualità ci sono l'altruismo, la dolcezza e la comprensione. Mentre i suoi maggiori difetti sono l'insicurezza e l'ingenuità.

## Biografia del personaggio

### Infanzia e adolescenza
Caitlin è figlia di Alex Fairchild, ex membro del Team 7. Non si sa chi sia sua madre, e lei non l'ha mai menzionata.
Quando il padre fu costretto a scappare dalle Operazioni Internazionali, che volevano usare gli individui Gen-attivi come macchine da guerra, lasciò la piccola Caitlin a dei parenti promettendole che sarebbe tornato, cosa che non fece.
La ragazza crebbe così assieme ai suoi zii ed alla cugina Karen, diventando una ragazza brillante ma goffa e impacciata, stereotipo della ragazza tutta casa e studio con occhiali spessi e atteggiamenti imbranati. La sua intelligenza le permise, una volta sedicenne, di venire accettata alla Princeton University, dove frequentò i corsi di informatica e ingegneria elettronica.

### Gen¹³
Verso il suo terzo anno di studi alla Princeton Caitlin, stanca di subire le angherie della sua bisbotica compagna di stanza e delle ragazze più in vista nonché della tediosità della sua vita decide di iscriversi nel progetto Genesis, che lei crede essere una sorta di programma governativo per ragazzi dotati. Qui gli vengono insegnate oltre le discipline tipiche delle scuole americane anche l'autodifesa e il corpo a corpo (in cui non si rivelerà particolarmente dotata). In questo periodo conosce Grunge e Roxy (che diventerà la sua migliore amica).
Una sera, sentitasi male (a causa del suo fattore Gen che stava per manifestarsi) uscirà dalla sua stanza in cerca di un bagno. Incappa invece in una sala computer, dove incontra anche Grunge e Roxy (che cercavano un posto isolato per fumare e fare uno spuntino). I tre scoprono dai computer la verità sul progetto Genesis e sulle intenzioni dei governativi di attivare i loro fattori Gen dove possibile ed usarli come armi umane, tuttavia vengono sorpresi da una guardia che realizzando quanto avevano scoperto decide di eliminarli seduta stante, fortunatamente i poteri di Fairchild si manifestano per la prima volta dandole la possibilità di mandare KO la guardia. L'attivazione del suo fattore Gen le conferisce capacità fisiche strabilianti ed un'abilità combattiva mai prima di allora dimostrata, Caitlin si ritrova trasformata da imbranata "secchiona" geek a bellissima amazone dal fisico perfetto, fisico il cui sviluppo improvviso fa strappare completamente i vestiti della ragazza lasciandola in mutande.
Coperte le sue nudità con la camicia di Grunge, la ragazza fugge dalla sede del progetto Genesis assieme ai suoi amici, che nella fuga sviluppano a loro volta dei superpoteri. Aiutati da John Lynch nella loro fuga, i ragazzi si stabiliscono nei pressi di San Diego a La Jolla in California.
Lynch promette di insegnare al nascente gruppo di supereroi a fare la differenza nel mondo e di aiutarli a risolvere i misteri attorno ai loro genitori.
La maturità e il coraggio di Caitlin, oltre alla sua naturale propensione per la Leadership la porteranno ad essere unanimemente considerata la leader della squadra dopo Lynch, del quale prenderà il posto nel periodo in cui questi sparirà dalla circolazione.
Più avanti nella serie rincontrerà il padre Alex Fairchild, che credeva essere morto, e scoprirà da questo incontro che lei e la sua migliore amica Roxy sono sorellastre. La riunione di famiglia ad ogni modo dura poco, perché il padre viene ucciso, stavolta realmente dal supercriminale Tindalos.
La perdita del padre la segnerà profondamente, e riuscirà a superare il momento di crisi solo grazie al sostegno del gruppo, che ora è l'unica famiglia rimastagli.
Caitlin sarà per breve tempo anche colpita da una forte amnesia che le farà credere di essere Supergirl.

### Worldstorm
Dopo l'arrivo di Capitan Atom nell'universo Wildstorm l'intera linea temporale del modo di Gen¹³ viene riscritta e le vite dei personaggi modificate.
Caitlin, anche in questa versione vive con una famiglia adottiva finché non viene rapita dagli uomini di Tabula Rasa (simili al precedente progetto Genesis) che per farlo uccide i suoi genitori. Alla sede del progetto incontra i suoi futuri compagni e la situazione si sviluppa similmente alla precedente versione. Anche qui Caitlin diviene il leader naturale ed unanimemente accettato del gruppo, nonché oggetto delle attenzioni della bisessuale Rainmaker, con cui però chiarisce che possono essere amiche ma non avranno mai un futuro insieme. Inoltre è legata sentimentalmente a Burnout.
Dopo gli eventi di World's End, maxisaga che presenta un armageddon nel mondo Wildstorm, i ragazzi si aggireranno per il mondo post-apocalittico, dopo aver combattuto dei mutanti contagiati da un misterioso virus i membri del gruppo si rifocillano e si avventurano per la città distrutta trovando dei sopravvissuti e vivendo varie disavventure.
Inoltre si espandono unendosi temporaneamente ad un altro gruppo di supereroi adolescenti di nuova leva: i Gen14.

## Poteri e abilità
Caitlin è stata dotata dal suo fattore Gen di capacità fisiche largamente superumane. Questa condizione è andata anche a incidere sul fisico della ragazza che da mingherlina qual era è diventata alta quasi due metri e muscolosa come una body builder. La trasformazione non ha riguardato solamente i suoi muscoli, ma anche le forme ed i caratteri sessuali secondari della ragazza hanno subito un grande cambiamento, tanto che ora Caitlin deve farsi i vestiti (soprattutto reggiseni) su misura. Fairchild inoltre, dopo l'attivazione dei suoi poteri non ha nemmeno più avuto bisogno degli occhiali.
La sua forza è tanto sviluppata da essersi dimostrata capace più volte di combattere i più forti supereroi e supercriminali dell'universo Wildstorm senza problemi. Oltre a questo Cailtin dopo essersi Gen attivata ha sviluppato incredibili competenze di lotta, che le vengono automatiche ed assolutamente naturali.
Come risultato della sua potenza fisica anche la sua velocità, i suoi riflessi e le reazioni del suo sistema immunitario sono incredibilmente incrementate rispetto all'ordinario. In più, la sua pelle è composta da fibre tanto spesse da garantirle una resistenza sovrumana che sfocia quasi nell'invulnerabilità, sebbene un forte urto possa provocarle danni anche senza penetrarne le membra.
Inoltre il suo cervello è tanto forte da respingere gli attacchi mentali, seppur in modo alquanto limitato.
Secondo quanto dichiarato da Jim Lee e Brandon Choi, i poteri di Caitlin non sono casuali, difatti il suo fattore Gen è andato a potenziare il suo fisico affinché il corpo della ragazza fosse bilanciato all'eccellente mente da lei posseduta.
Fairchild infatti è tecnicamente un genio dotata di capacità intellettive strabilianti che nonostante la sua giovane età e la sua relativa inesperienza la pongono sullo stesso livello delle più grandi menti dell'universo Wildstorm.
Queste capacità coesistenti in un unico individuo fanno di lei una creatura perfetta sia dal punto di vista fisico che intellettivo, e la più vicina al supersoldato ideato dagli inventori del fattore Gen.
Nel terzo volume della serie, Fairchild assorbe inavvertitamente i poteri di un altro individuo genattivo, che le conferiscono poteri di mutaforma. Caitlin si dimostra in grado di mutare in qualsiasi cosa passando prima dallo stadio di liquido viola informe, questo potere fece diventare viola i capelli e le labbra di Caitlin, ma dopo che questi ritornarono ai loro colori originali non è dato sapere se essa abbia mantenuto questa capacità.
Inoltre, a causa della parentela paterna che lega le due, Fairchild e Roxy condividono un legame psichico che consente loro di comunicare con la mente e percepire quando una delle due si trova in pericolo.

## Altre versioni

Fairchild nel film animato

- Nel mondo alternativo mostrato nella miniserie Bleed, su Stormwatch Caitlin è mostrata come una dei 20 superumani divisi in quattro gruppi d'assalto da Stormwatch. Leader del suo gruppo sarà uccisa alla fine della serie assieme a Roxy e il veterano di Stormwatch Jack Hawksmoor durante l'invasione dei Cherubini.
- Nella serie Spawn/WildC.A.T.S. di Alan Moore, in cui Spawn prende il posto ed i poteri di Satana e sottomette il mondo Wildstorm ribattezzatosi Ipissimus, Tutte le supereroine sono ora sue concubine e tra esse c'è anche Fairchild, rappresentata come obesa e rammollita.

## Altri Media
- Nella versione animata di Gen¹³ Fairchild è doppiata dall'attrice Alicia Witt, in questa versione è figlia di Stephen Challaghan, e dunque sorella di Threshold mentre con Roxy, sebbene il loro rapporto resti invariato non ha nessuna parentela.